# Horácio Lafer
Horácio Lafer (São Paulo, 3 de mayo de 1900 — París, 29 de junio de 1965), diplomático, político y empresario brasileño.

## Biografía
Hijo de judíos lituanos, durante el gobierno de Washington Luís fue el representante de Brasil en la Sociedad de las Naciones. En 1934 fue elegido diputado federal.
En 1951, durante el último gobierno de Getúlio Vargas, fue ministro de Hacienda y después, en 1959, durante el gobierno de Juscelino Kubitschek, se le nombró ministro de Relaciones Exteriores.
Fue uno de los fundadores de la Fiesp/Ciesp.
Es tío de Celso Lafer.
Con sus primos, los Klabin, fue director y cofundador de Klabin Papel e Celulose.